# Deolinda Rodrigues (revolucionária)
Deolinda Rodrigues Francisco de Almeida, (Catete, 10 de fevereiro de 1939 - Quincuzo, Congo-Quinxassa, 2 de março de 1967) cognominada Mãe da Revolução, também conhecida pelo nome de guerra Langidila, foi uma socióloga, defensora dos direitos humanos e militante nacionalista, considerada mártir da luta pela liberdade angolana. Foi ainda escritora, poetisa, tradutora e radialista. Foi membro do Movimento Popular de Libertação de Angola (MPLA), e co-fundadora da sua secção feminina, a Organização da Mulher Angolana (OMA).
Foi capturada, torturada e executada pela União dos Povos de Angola (UPA), mais tarde denominada Frente Nacional de Libertação de Angola (FNLA), no contexto da luta fratricida que opunha o MPLA à UPA/FNLA. Um documentário sobre a sua vida foi realizado em 2014.

## Primeiros anos
Deolinda nasceu em Catete, no Ícolo e Bengo, a 10 de fevereiro de 1939, filha de um casal de professores primários, sendo a terceira de cinco irmãos, entre os quais Roberto de Almeida, um dos vice-presidentes do MPLA. Além de professor, o seu pai desempenhava também as funções de pastor evangélico, sendo colocado a prestar serviços religiosos em Nadalatando, no Cuanza Norte, em Caxicane e em Catete, no Ícolo e Bengo, lugares onde Deolinda passou a infância.
Embora tenha sido educada nas escolas missionárias da Igreja Metodista, onde aprendeu a escrever e a traduzir quando era ainda criança, nos anos 1950 começou a questionar o paternalismo tanto da Igreja como dos governantes. Em 1954 mudou-se com a mãe e os irmãos para Luanda, iniciando aí os seus estudos. Mais tarde, quando a sua mãe voltou para junto do pai, Deolinda e os irmãos ficaram ao cuidado da tia Maria da Silva, mãe do primeiro presidente de Angola, Agostinho Neto. Nos meses de férias, Deolinda e os irmãos voltaram para casa dos pais, ajudando nas tarefas agrícolas na lavra que circundava a casa, onde a família cultivava milho, mandioca e ginguba para o seu sustento.
Desde muito jovem que Deolinda escrevia muito, dirigindo um boletim editado pela missão metodista, onde publicava os seus poemas e novelas, com a temática de Angola, a sua Pátria, e do combate contra as injustiças que o povo então sofria.

## Militância
Deolinda iniciou suas actividades políticas junto ao Partido da Luta Unida dos Africanos de Angola (PLUAA), organização anticolonial criada na década de 1950, sendo um dos grupos que se uniu para formar o Movimento Popular de Libertação de Angola (MPLA). Suas actividades na PLUAA foram realizadas sob a orientação de Matias Miguéis, também ligado à Missão Metodista a que Deolinda pertencia.
Em dezembro de 1956, na constituição do MPLA, Deolinda ingressou no partido, sendo incumbida, assim como os outros jovens incorporados, de realizar reuniões e explicar os princípios do movimento, traduzir documentos do português para o inglês ou vice-versa, preparar panfletos e viajar para o exterior com o fim de estabelecer contactos.
Em 1959 Deolinda obteve por via da missão evangélica uma bolsa de estudos para estudar sociologia no Instituto Metodista de Ensino Superior, em São Bernardo do Campo, no Brasil, aí permanecendo um ano e meio, período no qual se correspondeu com Martin Luther King Jr.. Uma carta de King Jr. a Deolinda, datada de 1959, na qual a aconselha a fazer uma análise da situação política em Angola, é hoje exibida com orgulho pelas actuais lideranças do MPLA, pode ler-se:
| “ | Seria maravilhoso regressar ao seu país com esta ideia na mente: a liberdade nunca é alcançada sem sofrimento e sacrifício. Só se conquista com trabalho persistente e incansáveis esforços de pessoas dedicadas | ” |

Ao ser assinado um acordo de extradição com Portugal foi obrigada a deixar o Brasil, seguindo então para o Ilinóis, nos Estados Unidos, com o fim de continuar os seus estudos, ingressando na Universidade Drew. Aí aumentou também os seus contactos políticos com pessoas que por ali passavam, assim como com diplomatas de diversos países africanos.
Deolinda não conseguiu concluir os estudos nos Estados Unidos, decidindo regressar a África e dedicar-se à luta pela Independência de Angola.
Após uma curta estadia em Conacri, na Guiné, ao serviço do movimento, mudou em 1962 para Quinxassa, no Congo-Quinxassa, onde então se encontrava a direcção do MPLA. Aí foi responsável do Corpo Voluntário de Assistência aos Angolanos Refugiados (CVAAR), organização que prestava ajuda médico-social aos angolanos aí refugiados sendo mais tarde secretária da sua secção médica. Nos finais de 1962, por ocasião da primeira conferência nacional do MPLA, foi eleita membro do Comité Director, a única mulher eleita, ocupando o cargo de responsável pelo Departamento de Assuntos Sociais. Em março deste mesmo ano ficaria notável por fundar, juntamente com Irene Cohen, Maria Mambo Café, Engrácia dos Santos, Teresa Afonso e Lucrécia Paim, a Organização da Mulher Angolana (OMA), instituição orgânica importantíssima ao MPLA para angariar apoio, treinar quadros e organizar a luta de maneira capilar dentro das estruturas do partido.
Em 1963 o governo do Congo-Quinxassa expulsou o MPLA do país, obrigando-o a transferir a sua sede para o Congo-Brazavile. Deolinda continuou prestando apoio aos refugiados, organizando aulas de alfabetização em que participava activamente, e trabalhando como locutora no departamento radiodifusão do MPLA, a "Rádio Angola Combatente". Entre 15 de outubro e 15 de novembro de 1965 viajou para a Bulgária, Áustria e União Soviética, onde estabeleceu acordos para os jovens angolanos estudarem nestes países.
No Congo-Brazavile, continuou os seus trabalhos, permanecendo por volta de maio de 1966 nas zonas de guerrilha da Segunda Região, em Cabinda, no Centro de Instrução Revolucionária (CIR), de Dolisie, e no acampamento de Calunga. No mesmo ano foi seleccionada para fazer parte, juntamente com outros militantes, do Esquadrão Kamy, tendo começado o treinamento militar em outubro de 1966 com instrutores cubanos.
A 2 de março de 1967, Deolinda Rodrigues foi raptada por elementos da FNLA/UPA em Camuna, no Congo-Quinxassa, juntamente com outras quatro responsáveis da Organização da Mulher Angolana, Engrácia dos Santos, Irene Cohen, Lucrécia Paim e Teresa Afonso, quando integraram o Esquadrão Cami que ia fazer a ligação do Exército Popular de Libertação de Angola (EPLA) à 1ª Região Militar do MPLA, nas matas do interior de Angola. Foram conduzidas ao campo de concentração de Quincuzo, um base militar da UPA nos arredores de Quinxassa, onde viriam posteriormente a morrer em ocasião e circunstâncias nunca esclarecidas. Deolinda terá sido assassinada em dia e mês desconhecidos, no ano de 1968. Segundo algumas testemunhas, teria sido esquartejada viva.

## Publicações
Todas suas obras foram publicadas após sua morte.
- Poesia Angolana de Revolta (2003);
- Cartas de Langidila e outros Documentos (2004);
- Diário de Um Exílio Sem Regresso.

## Legado
Além da sua exemplar História de Vida na Luta de Libertação anticolonial, Deolinda Rodrigues deixou um Diário escrito entre 1956 e 1967, editado em 2003 pelo seu irmão Roberto de Almeida, intitulado, Diário de um Exílio sem Regresso, Luanda, Editorial Nzila. Em 2004, a mesma editora publicou uma compilação da sua correspondência "Cartas de Langidila e Outros Documentos", livros imprescindíveis para os estudiosos desta mulher guerrilheira, escritora (escrita biográfica) e intelectual. 
Sete anos antes da independência de Angola, o dia 2 de março seria consagrado Dia da Mulher Angolana.
A principal via de acesso entre a periferia e o centro de Luanda, a Avenida Deolinda Rodrigues, trecho da EN-230 entre o Largo da Independência e a Rua Lino Amezaga, leva o seu nome. Existe igualmente em Luanda o Instituto Superior Politécnico Deolinda Rodrigues e o aeródromo de Saurimo, que é chamado de Aeroporto Deolinda Rodrigues.
A 2 de Março de 2008 foi inaugurado no âmbito das comemorações do Dia da Mulher Angolana um busto de Deolinda Rodrigues na parte alta da cidade do Huambo, na praça nomeada em sua homenagem, pelo então governador da província, António Paulo Kassoma. A escultura é de bronze, pesando 278 quilogramas, e comporta duas placas com a sua identificação e a trajectória histórica política e social de Deolinda. Em Abril de 2017 desconhecidos tentaram roubar o busto sem sucesso, vandalizando o monumento e removendo a escultura da sua base.
Na mesma cidade existe também uma escola primária que leva o nome de Deolinda Rodrigues, ampliada em 2008.
Em Junho de 2017 a Plataforma para o Desenvolvimento da Mulher Africana realizou em Lisboa uma exposição documental e biográfica, destacando a vivência de Deolinda Rodrigues, enquanto heroína angolana, assim como das heroínas moçambicana Josina Machel, e da bissau-guineense Titina Silá, mulheres que desde cedo lutaram para que os seus países fossem libertados do colonialismo.